# Hospital Centro de Salud Aguilares
El Hospital Centro de Salud Aguilares es un establecimiento hospitalario público de Aguilares, Tucumán, Argentina. Pertenece al Sistema Provincial de Salud (Siprosa) y se ubica en la calle 24 de septiembre 1253 de la localidad ya mencionada. El actual director del centro de salud es el doctor Rodolfo Cecanti. 

## Historia
En 1948 comenzó a fungir el Centro de Higiene Maternal e Infantil de Aguilares. Este fue reemplazado por el Hospital Centro de Salud en la intersección de Juan Bautista Alberdi y Echeverría, siendo inaugurado el 21 de octubre de 1962 y puesto en funcionamiento en 1964. 
Con el paso del tiempo se realizaron distintas obras como un mástil y habitación para la morgue por parte del Rotary Club, remodelaciones de las salas de partos y quirófanos y el servicio de esterilización por Fotia en 1977 y una sala de pediatría en 1978 aportada por la Policía provincial. 
En 2007 se construyó un nuevo edificio para el hospital, el cual fue inaugurado el 15 de abril de 2008 por la presidenta Cristina Kirchner, el gobernador José Alperovich y el intendente Agustín Fernández. La obra tuvo un costo de ARS 5 564 889, transfiriendo la estructura anterior del hospital para ser un Centro de Atención Primaria de Salud.  En 2023 se ensambló el Centro Sanitario Modular de Aguilares, como anexo al hospital definitivo al hospital modular instalado en la pandemia de Covid-19. 

## Descripción
El Hospital Centro de Salud ocupa una superficie de 8900 m2. Contaba con 34 camas distribuidas en 17 salas de internación, 2 salas de internación pediátrica, 1 quirófano para cirugías programadas, 1 sala de partos programados, salas de observación, shock room, consultorios externos y enfermería. 

## Especialidades
El hospital posee diversas especialidades en su haber: 
| - Traumatología - Pediatría - Odontología - Clínica Médica - Psicología | - Fonoaudiología - Oftalmología - Cardiología - Obstetricia - Enfermería |

Además, se brindan servicios de radiografía, ecografía, salas de esterilización y vacunación, farmacia, administración, depósito, cocina, comedor, lavandería y guardia. 